# Runas

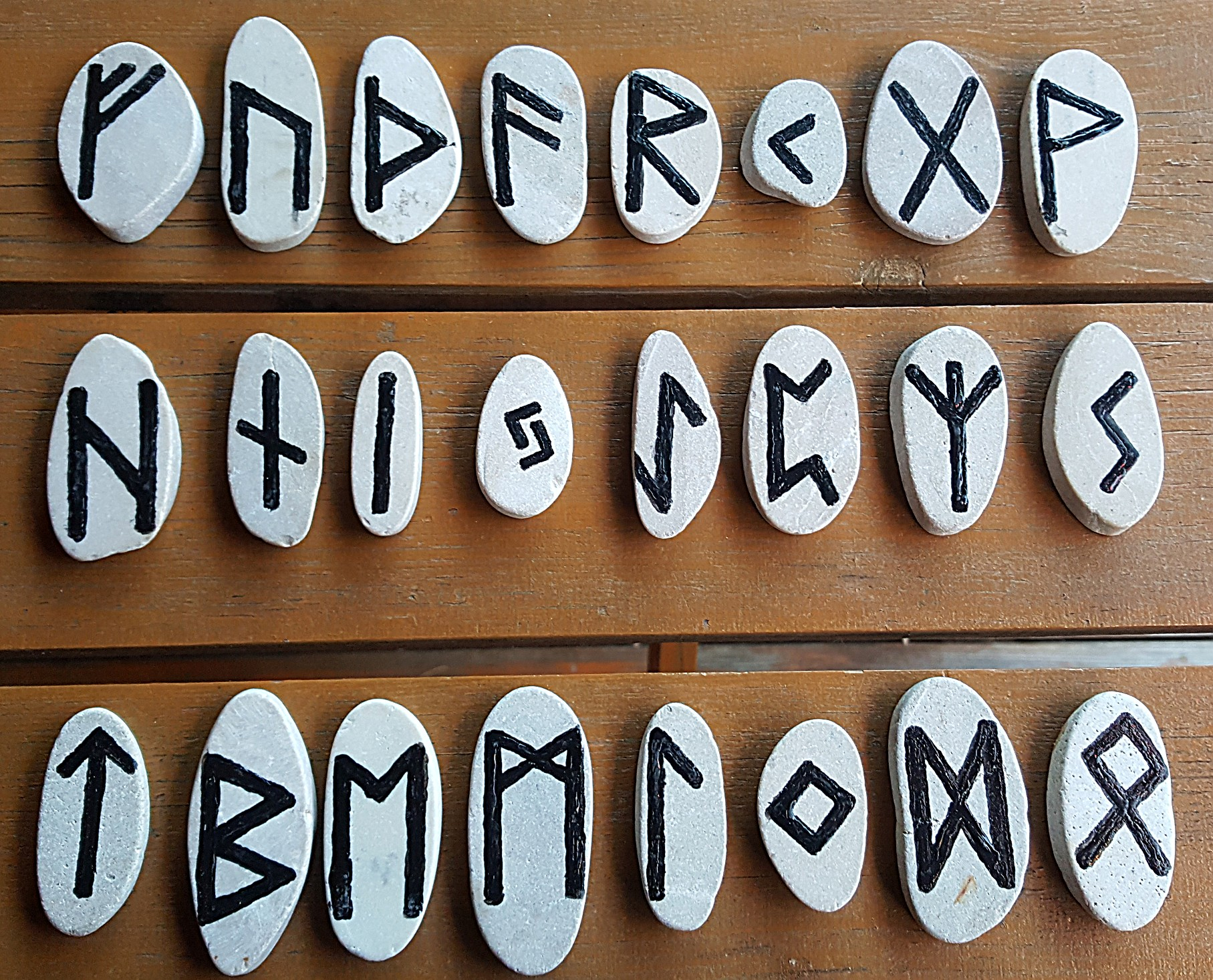
Alfabeto rúnico antigo (Futhark antigo)

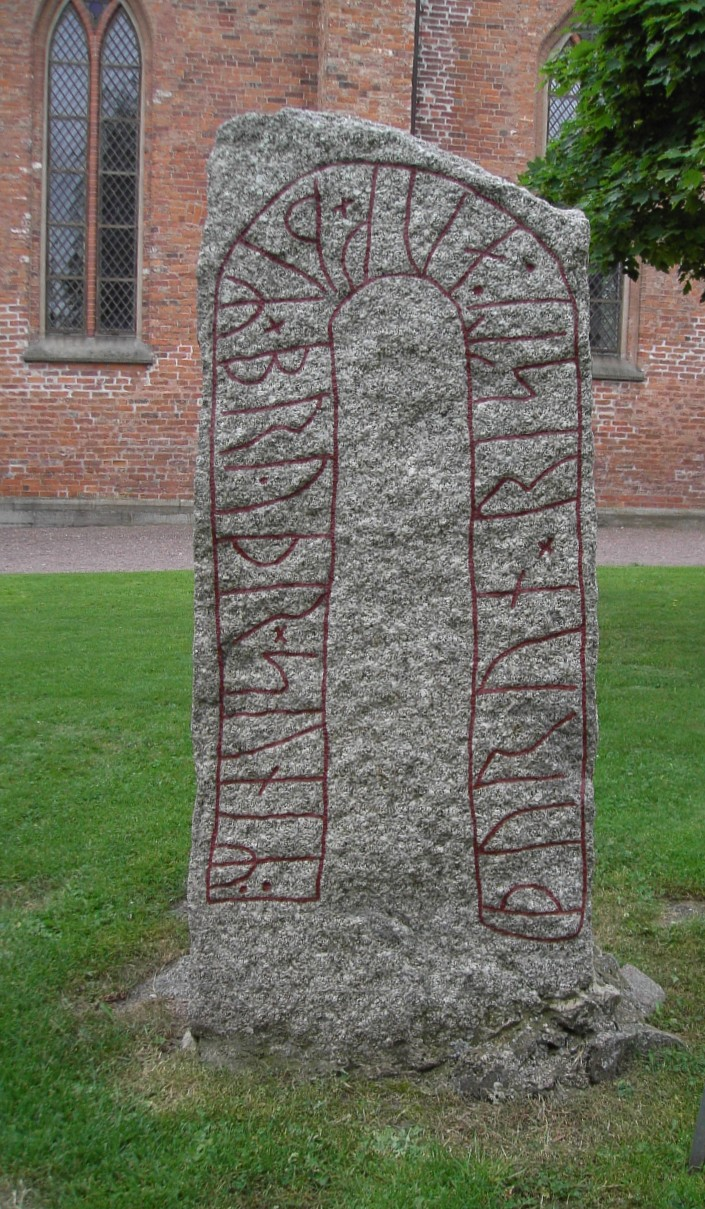
Pedra rúnica de Skänninge com runas do século XI em Skänninge, Suécia

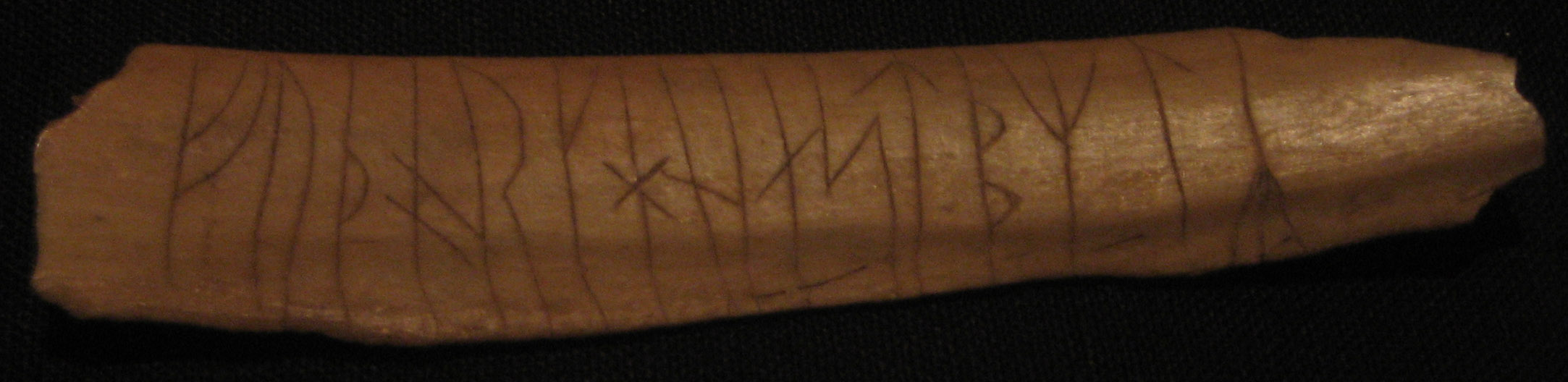
Osso com alfabeto rúnico, encontrado em Lund

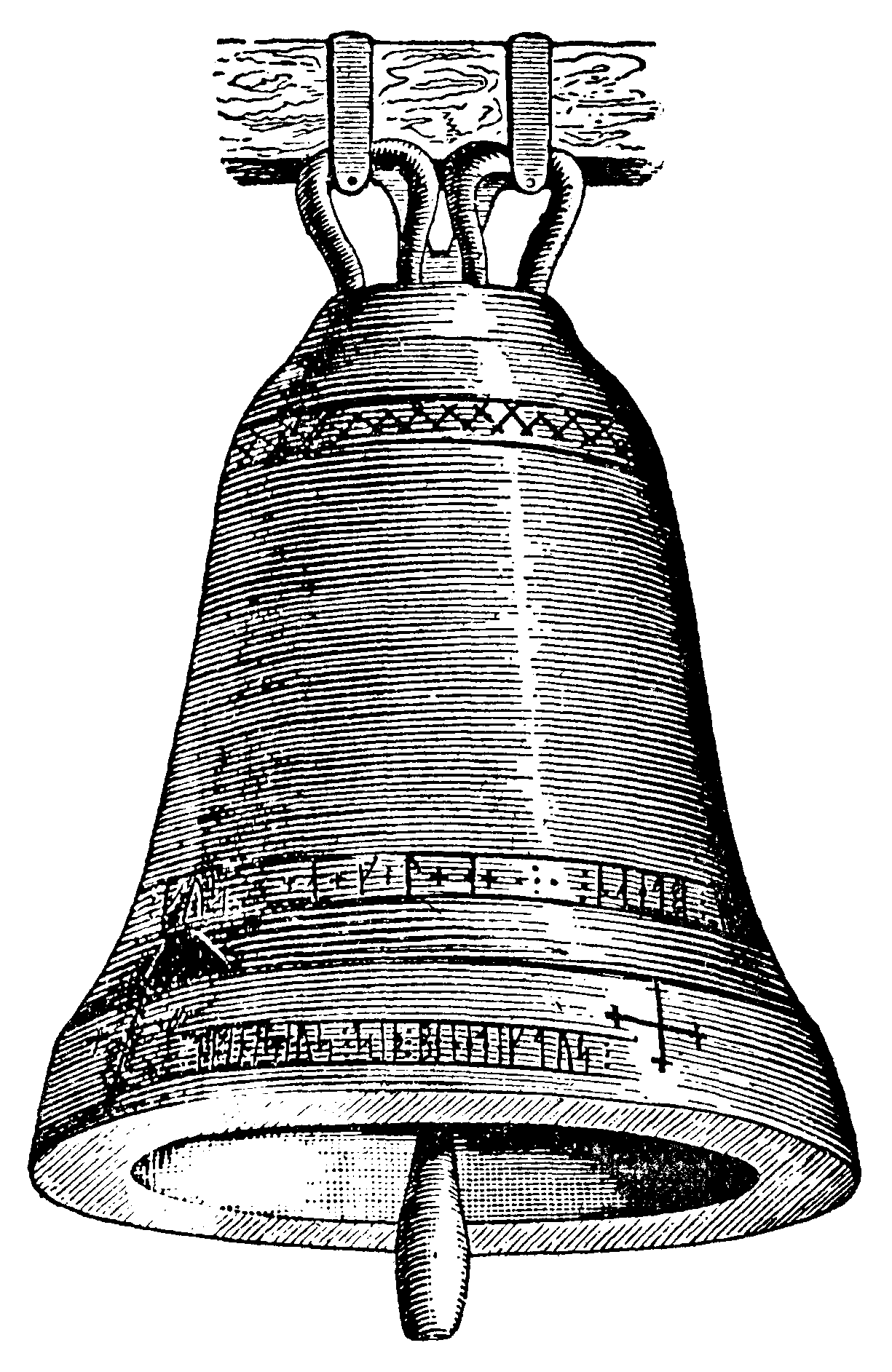
Sino da Igreja de Saleby, com inscrições rúnicas de 1228

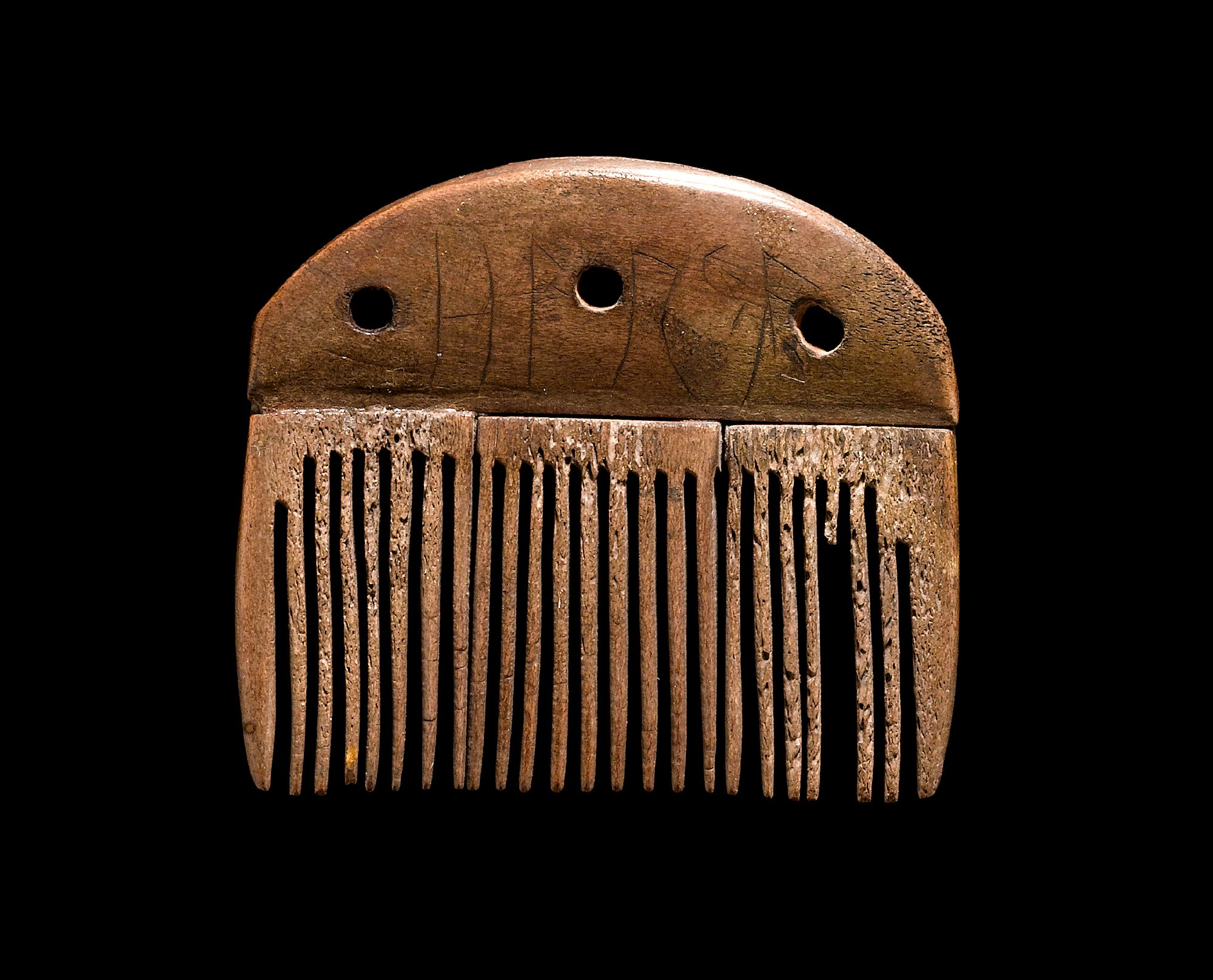
Pente de Vimose (Dinamarca) com a inscrição rúnica mais antiga que se conhece - harja (possivelmente o nome do dono do pente)

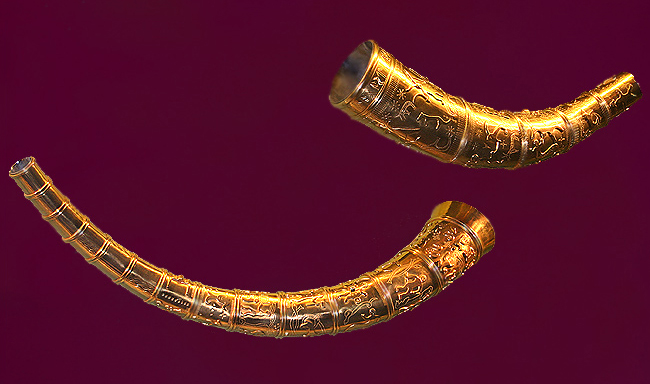
Cornos de ouro de Gallehus, contendo uma inscrição em nórdico primitivo, encontrados na Dinamarca e datados para o século V

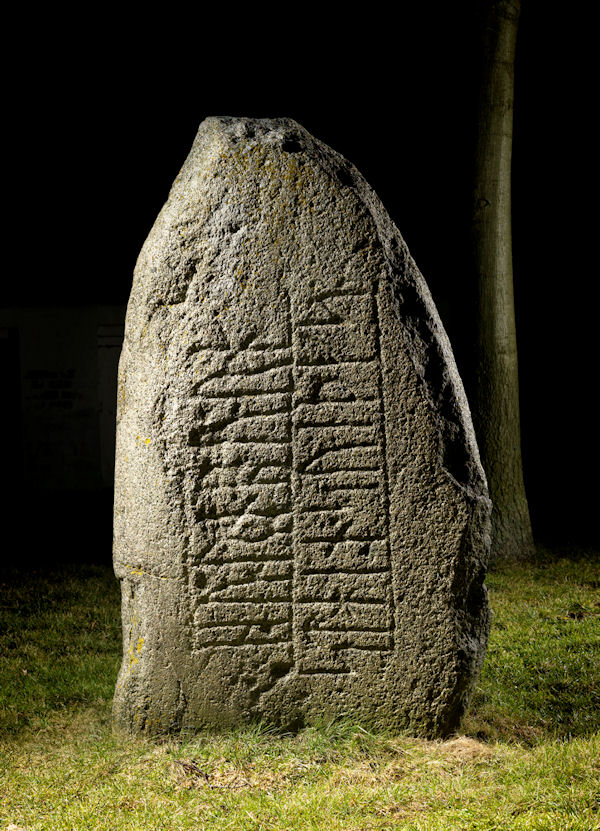
Pedra de Kallerup, achada na Dinamarca e datada para o século VIII

As runas são letras características, usadas para escrever nas línguas germânicas da Europa do Norte, sobretudo Escandinávia, ilhas Britânicas e Alemanha (regiões habitadas pelos povos germânicos) desde o século II ao XI. Tais caracteres têm sido encontrados em pedras rúnicas, e em menor número em ossos e peças de madeira, assim como em pergaminhos e placas metálicas.
| f | u | þ | a | r | k | g | w |
| h | n | i | j | ï | p | z | s |
| t | b | e | m | l | ŋ | d | o |

As inscrições rúnicas mais antigas datam de cerca do ano 150. O alfabeto rúnico foi sucessivamente substituído pelo alfabeto latino, com o avanço do cristianismo na Europa Central, no século VI, e na Escandinávia, no século XI. O alfabeto rúnico germânico primitivo tinha 24 runas, e era usado nas atuais Alemanha, Dinamarca e Suécia, desde a época inicial. A lista ordenada das runas é conhecida como Futhark antigo (devido às suas primeiras seis letras serem 'F', 'U' 'Th', 'A', 'R', e 'K' - ᚠᚢᚦᚨᚱᚴ), e foi usada até à Idade Média.
Na Escandinávia - Dinamarca, Suécia e Noruega, as inscrições mais antigas que se conhecem, usavam esses 24 caracteres, tendo todavia esse alfabeto inicial sido sucessivamente reduzido a apenas 16 caracteres — o Futhark recente, também conhecido como "runas escandinavas".
A versão anglo-saxónica, com 28 caracteres, é conhecida como Futhorc (um nome também com origem nas primeiras letras deste alfabeto).
Contudo, o uso de runas persistiu para propósitos especializados, principalmente na província histórica sueca de Dalarna até ao início do século XIX (usado principalmente para decoração e em calendários rúnicos). 

 
Além do alfabeto, a cultura germânica antiga possuía um calendário rúnico, cujo ano se iniciava no dia 23 de junho, representado pela runa Feob.  [carece de fontes?]

## Runemal

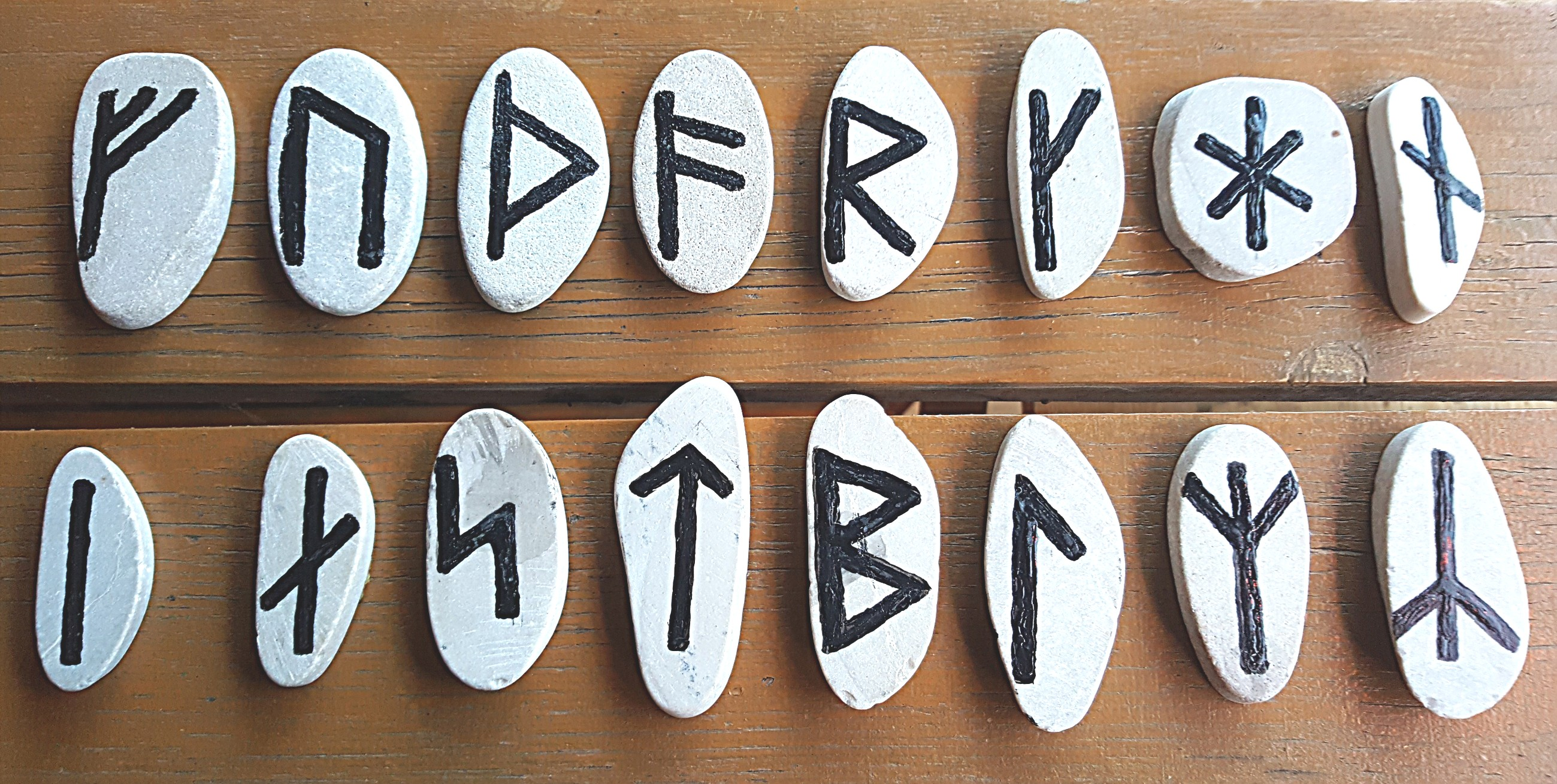
Runemal com 16 peças

Runemal era a arte do uso de alfabetos rúnicos para obter respostas, como um oráculo, instrumento usado pelos iniciados nesta arte desde o pré-cristianismo para o auto-conhecimento. Arte denominada de pagã pelo cristianismo.

## Origem Mitológica das Runas
Contam as lendas víkings que os deuses moravam em Asgard, um lugar localizado no topo de Yggdrasil, a Árvore que sustenta os nove mundos. Nesta árvore, o deus Odin conheceu a sua maior provação e descobriu o mistério da sabedoria: as Runas. Alguns versos da Edda poética, um livro de poemas compostos entre os séculos IX e XIII, contam esta aventura de Odin em algumas de suas estrofes:
| “ | "Sei que fiquei pendurado naquela árvore fustigada pelo vento, Lá balancei por nove longas noites, Ferido por minha própria lâmina, sacrificado a Odim, Eu em oferenda a mim mesmo: Amarrado à árvore De raízes desconhecidas. Ninguém me deu pão, Ninguém me deu de beber. Meus olhos se voltaram para as mais entranháveis profundezas, Até que vi as Runas. Com um grito ensurdecedor peguei-as, E, então, tão fraco estava que caí. Ganhei bem-estar E sabedoria também. Uma palavra, e depois a seguinte, conduziram-me à terceira, De um feito para outro feito." | ” |

Esta é a criação mítica das Runas, na qual o sacrifício de Odin (que logo depois foi ressuscitado por magia) trouxe para a humanidade essa escrita alfabética antiga, cujas letras possuíam nomes significativos e sons também significativos, e que eram utilizadas na poesia, nas inscrições e nas adivinhações, mas que nunca chegaram a ser uma língua falada.

## Transliteração do alfabeto rúnico
| Rúnico | Latino   | Latino       |
| ------ | -------- | ------------ |
| Rúnico | Complexo | Simplificado |
| ᚠ      | F        | F            |
| ᚡ      | V        | V            |
| ᚢ      | U        | U            |
| ᚣ      | Ʀ        | Yr           |
| ᚤ      | Y        | Y            |
| ᚥ      | W        | W            |
| ᚦ      | Þ        | TH           |
| ᚧ      | Ð        | D            |
| ᚨ      | A        | A            |
| ᚩ      | Ô        | O            |
| ᚪ      | Â        | A            |
| ᚫ      |          |              |
| ᚬ      | Ō        | O            |
| ᚭ      | Ŏ        | O            |
| ᚮ      | Ó        | O            |
| ᚯ      | Œ        | Œ            |
| ᚰ      |          |              |
| ᚱ      | R        | R            |
| ᚲ      | K̂        | K            |
| ᚳ      |          |              |
| ᚴ      | K        | K            |
| ᚵ      | G        | G            |
| ᚶ      | Ŋ        | NG           |
| ᚷ      | Ĝ        | G            |
| ᚸ      |          |              |
| ᚹ      | Ƿ        | W            |
| ᚺ      | H        | H            |
| ᚻ      | Ĥ        | H            |
| ᚼ      | Ȟ        | H            |
| ᚽ      | Ḩ        | H            |
| ᚾ      | N        | N            |
| ᚿ      | Ņ        | N            |
| ᛀ      | Ṅ        | N            |
| ᛁ      | I        | I            |
| ᛂ      | E        | E            |
| ᛃ      | J        | J            |
| ᛄ      |          |              |
| ᛅ      | Ǣ        | Æ            |
| ᛆ      | Ă        | A            |
| ᛇ      | Æ        | Æ            |
| ᛈ      | P        | P            |
| ᛉ      | Ẑ        | Z            |
| ᛊ      | S        | S            |
| ᛋ      | Š        | S            |
| ᛌ      | Ş        | S            |
| ᛍ      | C        | C            |
| ᛎ      | Z        | Z            |
| ᛏ      | T        | T            |
| ᛐ      | Ţ        | T            |
| ᛑ      | D        | D            |
| ᛒ      | B        | B            |
| ᛓ      | B̧        | B            |
| ᛔ      | Ṗ        | P            |
| ᛕ      | Ṕ        | P            |
| ᛖ      | Ê        | E            |
| ᛗ      | M        | M            |
| ᛘ      | M̌        | M            |
| ᛙ      | M̧        | M            |
| ᛚ      | L        | L            |
| ᛛ      | Ŀ        | L            |
| ᛜ      | Nᵍ       | NG           |
| ᛝ      | N̂ᵍ       | NG           |
| ᛞ      | D̂        | D            |
| ᛟ      | Ò        | O            |
| ᛠ      |          |              |
| ᛡ      | IOR      | IOR          |
| ᛢ      |          |              |
| ᛣ      |          |              |
| ᛤ      |          |              |
| ᛥ      |          |              |
| ᛦ      | Ʀ̌        |              |
| ᛧ      | Ʀ̧        |              |
| ᛨ      | Ʀ̂        |              |
| ᛩ      | Q        | Q            |
| ᛪ      | X        | X            |
| ᛫      | .        | .            |
| ᛬      | :        | :            |
| ᛭      |          |              |
| ᛮ      |          |              |
| ᛯ      |          |              |
| ᛰ      |          |              |